# Аделаида Парижская
Аделаида Парижская (фр. Adélaïde de Paris; около 850/853 — 10 ноября 901, Лан) — королева Западно-Франкского королевства в 877—879 годах, вторая жена Людовика II Заики.

## Биография

### Королева западных франков
Аделаида была дочерью графа Парижского Адаларда. Её прадедом был граф Парижа Бегон, а прабабушка Альпаис — незаконной дочерью Людовика I Благочестивого от его связи с Теоделиндой Сансской.
Король Западно-Франкского государства (Франции) Карл II Лысый выбрал Аделаиду в качестве жены для своего сына и наследника, Людовика II Заики, несмотря на то, что Людовик тайно женился на Ансгарде Бургундской против желания своего отца. Хотя у Людовика и Ансгарды уже было четыре ребёнка, в том числе и два сына Людовик и Карломан, Карл обратился к папе римскому Иоанну VIII, чтобы тот помог расторгнуть этот союз. Достигнув этого, Карл женил своего сына на Аделаиде в феврале 875 года.
Однако, брак был подвергнут сомнению из-за близкого кровного родства пары. В 878 году притеснямый герцогом Сполето Ламбертом II папа римский Иоанн VIII прибыл в Западно-Франкское государство, чтобы заручиться поддержкой короля и в свою очередь оказать тому услугу, приведя к присяге его вельмож. Людовик тепло принял Иоанна VIII в Труа, где в присутствии короля, папы и множества церковных и светских персон был проведён церковный собор. Однако когда 7 сентября 878 года Иоанн VIII повторно короновал Людовика II Заику (он наследовал своему отцу в предыдущем году), папа римский отказался короновать Аделаиду.
Когда Людовик II Заика умер в Компьене 10 апреля 879 года, у него не было никаких наследников от брака с Аделаидой. Однако та была беременна, и 17 сентября 879 года родила сына Карла. Рождение этого ребёнка привело к спору между Аделаидой и Ансгардой Бургундской, первой супругой её умершего мужа, брак с которой был аннулирован. Ансгарда и её сыновья обвиняли Аделаиду в супружеской измене, а Аделаида же, в свою очередь, оспаривала право сыновей Ансгарды унаследовать трон отца. В итоге Аделаида преуспела в том, чтобы выиграть дело. Однако, несмотря на это, сыновья Ансгарды Людовик и Карломан оставались королями до своей смерти без наследников в 882 и 884 годах соответственно.
Затем королём Франции западные франки избрали императора Запада и короля Восточно-Франкского королевства Карла III Толстого. После его смерти борьба за корону Западно-Франкского государства возобновилась: теперь её оспаривали Эд, граф Парижа и внук Ламберта Нантского Гвидо Сполетский. Сторонники Эда собрались на съезде в Компьене и 29 февраля 888 года избрали королём Эда, по свидетельству средневековых источников, человека храброго, одарённого величественной и прекрасной наружностью и великими талантами, и потому вполне достойный престола. Гвидо же, не имевший поддержки местной аристократии, после избрания Эда возвратился в Италию вместе со своими сторонниками. 13 ноября 888 года Эд был заново коронован в Реймсе.
Тем не менее, власть, которую получил Эд, была очень непрочной. Новому королю приходилось постоянно отбивать нападения норманнов и укрощать собственных вассалов. Явная слабость королевской власти привела к тому, что 28 января 893 года в соборе Святого Ремигия в Реймсе в присутствии большого числа светских и духовных феодалов архиепископ Фульк помазал на престол короля Карла III Простоватого, которому к тому времени не исполнилось и четырнадцати лет. Аделаида помогала сыну во время его коронации.
Однако реальную власть Карл III Простоватый получил только после смерти Эда в 898 году. В том же году в знак признательности король сделал Фулька своим канцлером. Затем между Эдом и Карлом вспыхнула четырёхлетняя война, закончившаяся тем, что в 897 году Эд сделал Карла своим наследником. Действительно, после кончины Эда 3 января 898 год в Ла Фере Карл не встретил сопротивления со стороны его брата Роберта.
Добившись своей цели, посадив своего сына на трон, Аделаида отошла от государственных дел. Она умерла в Лане 10 ноября 901 года, и была похоронена в аббатстве Сен-Корней в Компьене.

### Семья
Муж (с февраля 875 года) — Людовик II Заика (1 ноября 846 — 10 апреля 879), король Западно-Франкского королевства в 877—879 годах. Их дети:
- Ирментруда (875/878 — ранее 890); муж: Вернер Иврейский (871—939)[К 1]
- Карл III Простоватый (879—929), король Франции в 893—922 годах.

## Комментарии
1. ↑  По предположению Э. Главички, вторым мужем Ирментруды мог быть герцог Лотарингии Ренье I Длинношеий[1].